# شوریچ
شوریچ (به صربی: Šurić) یک منطقهٔ مسکونی در صربستان است که در الکسیناتس واقع شده‌است. شوریچ ۱۲۸ نفر جمعیت دارد.